# 平維時
平 維時（たいら の これとき）は、平安時代中期の武将。北条時政の高祖父。

## 経歴
平維将の子として生まれ、祖父貞盛の養子となる。検非違使・左衛門尉の時、長徳2年（996年）藤原伊周が大宰府に流されたとき領送使を務めた。ついで常陸介、上総介を歴任し、長元4年（1031年）高齢と病気を理由に致仕した。

## 系譜
- 父：平維将
- 母：不詳
- 養父：平貞盛
- 妻：不詳
  - 男子：平中方
  - 男子：平直方